# 九龍巴士290線
九龍巴士290線是一條新界市區巴士路線，來往坑口（北）（將軍澳醫院）及荃灣西站，途經寶林、翠林、康盛花園、寶達邨、彩雲邨、黃大仙、葵芳、葵興、大窩口及荃灣市中心。
九龍巴士290A線是290線的特別班次，來往將軍澳（彩明）及荃灣西站，途經調景嶺、尚德邨、將軍澳市中心、坑口、寶林、翠林、康盛花園、寶達邨、秀茂坪、四順、彩雲邨、黃大仙、葵芳、葵興、大窩口及荃灣市中心。
。

## 簡介及歷史
自將軍澳新市鎮開始發展，除只於繁忙時間服務的非專營巴士外，連通將軍澳及荃灣兩大新市鎮只能靠轉乘交通前往。鑑於鐵路及專營巴士亦需多次轉線，及需與其他市區居民共享交通資源亦相較費時，早於1991年已有地區人士要求開辦直達將軍澳至荃灣的巴士路線。最終此路線於《2013-2014年度西貢區巴士路線發展計劃》中首次被提出，以提供將軍澳、秀茂坪、四順來往葵涌及荃灣的專利巴士服務。
九巴及運輸署當時計劃692(P)線將行走至2013年11月才取消，並由690線與296M線、798線轉乘取代，本來預計將荃線於692線取消時開辦。
2013年8月12日的西貢區議會交通及運輸委員會巴士工作小組會議中，運輸署提出本線於將軍澳區內的走線方案，擬由調景嶺開出，經唐明街，再經昭信路、寶寧路、寶琳北路、寶琳路往返。會上委員和運輸署同意，於9月底的下一次會議上再行跟進，並在短期內進行招標。同年9月26日的會議中，運輸署提出本線多個於將軍澳區內的行走路線方案：
| 方案                                                       | 起訖點                        | 計劃途經地點 |
| ---------------------------------------------------------- | ----------------------------- | --- |
| 方案1 （原計劃，將軍澳坑口至尚德段與原692線相同）          | 坑口（北） ↔ 荃灣（如心廣場） | 坑口、尚德、寶林、翠林邨、康盛花園、寶達邨、秀茂坪、四順、彩雲邨、坪石邨、龍翔道、呈祥道、葵涌道、大窩口及荃灣市中心                                                                                 |
| 方案2 （於2013年8月12日提出的行走路線方案）                | 調景嶺 ↔ 荃灣（如心廣場）     | 唐明街、昭信路、寶寧路、寶琳北路、寶琳路、秀茂坪、四順、彩雲邨、坪石邨、龍翔道、呈祥道、葵涌道、大窩口及荃灣市中心                                                                                   |
| 方案3A （途經唐俊街）                                      | 調景嶺 ↔ 荃灣（如心廣場）     | 唐明街、唐俊街、寶邑路、迴旋處、寶邑路、昭信路、常寧路、寶寧路、寶琳北路、佳景路、欣景路、寶琳北路、寶琳路、秀茂坪、四順、彩雲邨、坪石邨、龍翔道、呈祥道、葵涌道（葵芳及葵興）、大窩口及荃灣市中心   |
| 方案3B （途經唐俊街及培成路，將軍澳段與694線相同）         | 調景嶺 ↔ 荃灣（如心廣場）     | 唐明街、唐俊街、寶邑路、迴旋處、寶邑路、昭信路、銀澳路、培成路、常寧路、寶寧路、寶琳北路、寶琳路、秀茂坪、四順、彩雲邨、坪石邨、龍翔道、呈祥道、葵涌道（葵芳及葵興）、大窩口及荃灣市中心             |
| 方案3C （途經唐俊街、培成路及欣景路，將軍澳段與798線相同） | 調景嶺 ↔ 荃灣（如心廣場）     | 唐明街、唐俊街、寶邑路、迴旋處、寶邑路、昭信路、銀澳路、培成路、常寧路、寶寧路、寶琳北路、佳景路、欣景路、寶琳北路、寶琳路、秀茂坪、四順、彩雲邨、坪石邨、龍翔道、呈祥道、葵涌道、大窩口及荃灣市中心 |
| 方案4 （原計劃，但途經調景嶺）                             | 荃灣（如心廣場）              | 坑口、調景嶺、尚德、寶林、翠林邨、康盛花園、寶達邨、秀茂坪、四順、彩雲邨、坪石邨、龍翔道（彩虹至大窩坪）、呈祥道、葵涌道（葵芳及葵興）、大窩口及荃灣市中心                                           |

2013年11月7日，運輸署致函西貢區議會交通及運輸委員會，正式確定692線將於2013年11月30日停辦，九巴及新巴亦於2013年11月18日發出聯合新聞稿，宣佈停辦該線，三天後（11月21日）舉行的西貢區議會交通及運輸委員會會議上，運輸署向委員會介紹本線的推薦方案為方案3A，並作出修訂（總站定為彩明公共運輸交匯處，途經唐俊街，在秀茂坪則繞經秀明道），隨即再諮詢其他本線相關的區議會（包括觀塘、黃大仙、葵青及荃灣）及進行相關招標工作，其中西貢區議會交通及運輸委員會於同年12月30日召開特別會議，商討此路線的最終方案，文件中討論的荃灣總站，認為由於如心廣場巴士總站已無車坑供應，故改以荃灣西站公共運輸交匯處為總站。但實際上如心廣場巴士總站仍有車坑供應，最終龍運巴士A31線遷往該站，騰出空間予新線遷入以及方便如心海景酒店之旅客往返機場。
經過多月西貢及觀塘區議會的討論，運輸署於2014年6月4日決定採納方案3C，秀茂坪區並繞經秀明道，原定將在2014年6月下旬正式招標，預計2015年初投入服務。然而，由於西貢區議會強烈不滿定線過於迂迴及間接使用西貢區的巴士資源服務觀塘，運輸署表示會研究採用快線方案，經觀塘繞道及九龍灣外圍前往龍翔道，避免途經秀茂坪及四順。
2014年7月，觀塘區議會對運輸署採用於觀塘區「過門不入」的走線表示不滿，並指出如果本線採用快線方案，會有所行動。最終經過三方面的長時間交涉後，運輸署建議將全線以「一分為二」模式運作，兩線均為來往彩明及荃灣西站，但營運上分別取道秀明道、順安道及利安道（全程行車時間80分鐘），及取道秀茂坪道及順利邨道（全程行車時間63分鐘，並沿途不設分站），並擬於2014年11月正式招標，11月28日截標，載通國際（九巴）及新創建均有入標競投。
運輸署於2015年2月3日公佈路線由九巴投得，編號為290及290A，於2015年3月28日正式投入服務，成為將軍澳和寶達邨首兩條來往荃灣和葵青區的專利巴士路線，以及將軍澳首兩條以新界西為總站，但並不來往機場或大嶼山的專利巴士路線，同時亦是彩雲邨首兩條來往荃灣和第二條及第三條來往葵青區的專利巴士路線；其中290A線是秀茂坪首條來往荃灣和葵青區的專利巴士路線，以及四順首條來往荃灣和第二條來往葵青區的專利巴士路線，開辦首年提供$1.5全程車費優惠，折扣後全程車費為$9.2 （現時為11.3）。車費當時較同區路線較短的98C、98D、297便宜，而此線現時仍比798（$11.4)便宜。
兩線開辦前是少數落實開辦日期前未有確定路線編號的計劃中新線。

### 年表
- 2015年3月28日：290及290A線投入服務，開辦首年推出$1.5全程車費優惠，折扣後全程車費為$9.2。
- 2015年9月21日：290A線往將軍澳（彩明）方向增設龍翔官立中學分站。
- 2016年3月28日：全程車費優惠完結，回復正價$10.7。
- 2017年2月27日：290B線投入服務。
- 2018年4月21日：290A線往荃灣西站方向增設永光書院站。
- 2018年12月22日：290線提早星期一至五往荃灣西站方向的頭班車時間至05:10及290X線改為全日服務，而星期一至五06:30及07:00往康城站方向的班次繞經消防及救護學院。
- 2019年1月14日：290A線在星期一至五07:10加開由上秀茂坪往荃灣西站的班次。[25]
- 2021年3月15日：290B線增設星期一至五06:45由荃灣西站往將軍澳工業邨的班次，來回程繞經消防及救護學院。[26]
- 2024年6月17日：290線將軍澳總站縮短至坑口（北），不再駛經將軍澳市中心及調景嶺一帶，同時每日往荃灣方向的頭班車及尾班車開出時間分別延遲五分鐘。[27]
- 2024年9月30日：290B線取消服務，併入290E線。[28]

## 服務時間及班次
290
| 坑口（北）開          | 坑口（北）開 | 坑口（北）開 | 荃灣西站開            | 荃灣西站開  | 荃灣西站開   |
| 日期                  | 服務時間     | 班次（分鐘） | 日期                  | 服務時間    | 班次（分鐘） |
| --------------------- | ------------ | ------------ | --------------------- | ----------- | ------------ |
| 星期一至五            | 05:15-06:50  | 20           | 星期一至五            | 05:30-17:50 | 20           |
| 星期一至五            | 07:00        | 07:00        | 星期一至五            | 17:50-18:50 | 15           |
| 星期一至五            | 07:10-23:55  | 20           | 星期一至五            | 18:50-23:50 | 20           |
| 星期六、日 及公眾假期 | 05:35-23:55  | 20           | 星期六、日 及公眾假期 | 05:30-23:50 | 20           |

290A
| 將軍澳（彩明）開      | 將軍澳（彩明）開 | 將軍澳（彩明）開 | 荃灣西站開            | 荃灣西站開   | 荃灣西站開   |
| 日期                  | 服務時間         | 班次（分鐘）     | 日期                  | 服務時間     | 班次（分鐘） |
| --------------------- | ---------------- | ---------------- | --------------------- | ------------ | ------------ |
| 星期一至五            | 05:15            | 05:15            | 星期一至五            | 05:40-17:20  | 20           |
| 星期一至五            | 05:40-06:20      | 20               | 星期一至五            | 17:35、17:45 | 17:35、17:45 |
| 星期一至五            | 06:20-07:20      | 10               | 星期一至五            | 17:55-18:40  | 15           |
| 星期一至五            | 07:20-00:20      | 20               | 星期一至五            | 18:40-00:20  | 20           |
| 星期六、日 及公眾假期 | 05:15            | 05:15            | 星期六、日 及公眾假期 | 06:00-00:20  | 20           |
| 星期六、日 及公眾假期 | 05:40-00:20      | 20               |                       |              |              |

290A（特別班次）
- 星期一至五：
  - 上秀茂坪開：07:10

星期六、日及公眾假期不設服務

## 收費
290(A)
全程：$12.1
- 坑口（北）(290)／彩明(290A)往馬游塘村或之前：$5.8
- 彩雲邨白虹樓往荃灣西站：$10.1
- 畢架山花園往坑口（北）(290)／彩明(290A)：$10.1
- 葵涌道荔景邨往荃灣西站：$6.5
- 彩雲邨白虹樓往坑口（北）(290)／彩明 (290A)：$7.5
- 安達臣道往坑口（北）(290)／彩明 (290A)：$5.8

| - 本線設有12歲以下小童及65歲或以上長者半價優惠。 - 65歲或以上香港居民使用「樂悠咭」，以及12歲以下合資格殘疾兒童使用「殘疾人士身份」個人八達通繳付車資，均可享有每程$2.0或半價（以較低者為準）的票價優惠；12至64歲合資格殘疾人士使用「殘疾人士身份」個人八達通（包括「樂悠咭」），以及60至64歲香港居民使用「樂悠咭」繳付車資，均可享有每程$2.0或全費（以較低者為準）的票價優惠。 - 65歲或以上長者如使用長者或一般個人八達通繳付車資，則只可享有半價優惠；12至64歲合資格殘疾人士如不使用「殘疾人士身份」個人八達通，以及60至64歲人士如不使用「樂悠咭」繳付車資，必須繳付全費。 - 乘客可以現金或八達通於上車時付款，不設找續。 - 每位成人乘客可免費攜帶最多兩名4歲以下而不佔座位的兒童乘客乘車，超額之4歲以下小童必須繳付小童車費乘車。 - 持有「九巴月票」之乘客在車票有效期內，每日可享最多10程任何九龍巴士及龍運巴士路線（包括本路線，以及聯營路線的九龍巴士／龍運巴士提供的班次；惟乘搭機場「A」及「NA」線則可享原價二七折優惠（不會計算每天10次合資格車程））；而B1線則每日可享最多各2程（不會計算每天10次合資格車程）。 - 九龍巴士、城巴、龍運巴士及陽光巴士全職員工及家屬（不包括外判職員）可免費乘搭本路線，惟必須拍職員或職員家屬八達通。 - 乘客亦可透過多元化電子支付系統（e度嘟）繳付車資，包括使用非接觸式VISA卡、JCB卡、萬事達卡、銀聯卡、美國運通、大來國際、Discover Card、Apple Pay、Google Pay、Samsung Pay、AlipayHK「易乘碼」、支付寶、WeChatHK／微信支付「搭車碼」、銀聯雲閃付「乘車碼」及BOC Pay「乘車碼」。乘客使用此付款方式，使用此支付方式的乘客可享有中途下車之分段收費，以及與其他九巴／龍運獨營路線或聯營線九巴／龍運班次之轉乘優惠，惟不適用於與非九巴／龍運路線之轉乘優惠，亦不能享有「公共交通費用補貼計劃」及「長者及合資格殘疾人士公共交通票價優惠計劃」。 - 帶粗體字者為雙向分段收費，乘客必須使用八達通（九巴月票除外）上車拍卡繳費，並於下車前後於指定巴士站裝設拍卡機確認八達通，方可享有分段收費優惠。 |

### 八達通轉乘優惠
乘客登上本線後150分鐘內以同一張八達通卡轉乘以下路線（轉乘213M或214為120分鐘內），或從以下路線登車後150分鐘內（213M為60分鐘，214為90分鐘）以同一張八達通卡轉乘本線，次程可獲車資折扣優惠。
290(A)↔將軍澳區及九龍市區路線，次程可獲$4.2折扣優惠
- 290(A)任何方向 ↔2F、91M/91P、296M或298E任何方向
- 290(A)往將軍澳 → 29M任何方向、214往油塘
- 29M任何方向、214往長沙灣 → 290(A/B)往荃灣西站
- 290(A)任何方向 → 3C/3D/3M往慈雲山、91往清水灣、92往西貢、211往翠竹花園或213M往安泰或213S往安達
- 3C往中港碼頭、3D往觀塘、3M往彩雲、91、92往鑽石山站、211往黃大仙站或213M/213S往藍田站 → 290(A)任何方向

290(A)↔新界市區路線，次程可獲$4.2折扣優惠
- 290(A)往荃灣西站 → 38、40、40P、42C、74X/B/D/E/P、80、80X、83X、88、89、89B、89C、89D、89X或277X/277E/277A/277P往新界
- 38、40(A)、40P、42C、74X/C/D/E/P、80/80P、80X、83X/A、88、89、89B、89C、89D/89P、89X或277X/277E/277A/277P往九龍 → 290(A)往將軍澳

290(A)↔葵青及荃灣路線，次程可獲$4.2折扣優惠
- 290(A)往荃灣西站 → 30任何方向、31M往石籬、32M往象山、34M往灣景花園、36M往梨木樹、37M往葵盛、39M往荃威花園、41M往青衣碼頭、42M往長宏、43往長康、43A任何方向、43B往長青、234A/B往浪翠園、235M往安蔭、238M往海濱花園或243M往美景花園
- 30任何方向、31M往葵芳站、32M往葵芳站、34M往荃灣站、36M往葵芳站、37M往葵興站、39M往荃灣站、41M往荃灣站、42M往愉景新城、43往荃灣西站、43A任何方向、43B往荃灣西站、234A/B往荃灣西站、235M往葵芳站、238M往荃灣站或243M往愉景新城 → 290(A)往將軍澳

290(A)↔屯門、元朗、天水圍及龍運路線，次程可獲$5折扣優惠
- 290(A)往荃灣西站 → 57M、58M、59M、60M、61M、66M、67M、61X、62X、258D/P、259D、268C/A、(2)69C、269P往屯門／元朗／天水圍、E31/E32A往東涌或E32往機場
- 290(A)往荃灣西站 → 265M或269M任何方向
- 57M、58M、59M、60M、61M、66M、67M、61X、62X、258D/A/P/S、259D、268C/A、(2)69C、269A、E31或E32/E32A往市區 → 290(A)往將軍澳
- 265M或269M任何方向 → 290(A)往將軍澳

290(A)↔57M/58M/59M/60M/61M/66M/67M/61X/62X/258D/259D可同時享用屯門公路轉車站轉乘優惠
290(A)↔69C/265M/268A/268C/269C/269A/269M/269P可同時享用大欖隧道轉乘優惠

## 使用車輛
本組路線為首兩條由荔枝角車廠參與派車的將軍澳區路線。由於標書要求兩線必須使用歐盟五型或以上排放標準車輛行走，但由於其他路線車輛亦會柯打本線，因此或會出現非歐盟五型車輛。
本線分別於開辦前及2015年10月增設電子路線圖和4G Wi-Fi上網服務，其後於2016年1月擴展此兩項新增功能在其餘掛牌車上。
2018年4月起，本組路線先後引入「城市脈搏」塗裝的Enviro500 MMC 12米作掛牌，落車門上方改用動態乘客資訊系統取代「請勿下車」燈箱。
2020年3月起，九巴為本組路線先行加裝樹檔。
開線初期兩線用車共分兩組交替行走兩線，直至收車為止，安排如下：
| 組別 | 由將軍澳（彩明）開出 | → | 由荃灣西站開出 | → | 由將軍澳（彩明）開出 |
| 1    | 290                  | → | 290A           | → | 290                  |
| 2    | 290A                 | → | 290            | → | 290A                 |

然而隨着子路線290B及290X逐步加強服務，上述安排不再適用於全數車輛。
2020年10月10日，配置MCV車身的12.8米富豪B8L巴士(V6X2, WZ2778)行走本線(荃灣西站方向290A，彩明方向290)，使本線成為該車型的首航路線。另外，隸屬荔枝角車廠的富豪B8L(V6X)中，首批其中3部出牌後亦隨即上掛290線，成為該廠首批V6X掛牌路線，亦是將軍澳首條設有V6X掛牌的路線。
現時290、290A及290X線合共獲派40輛Enviro500 MMC（1輛11.3米E6M、19輛12米ATENU、19輛12.8米3ATENU）雙層巴士行走, 
亦經常出現富豪B9TL 12米（AVBWU）及富豪B8L 12米（V6B）特見。
按照標書承諾，九巴派駐此路線的巴士都必須達到歐盟五型或以上排放標準。
| 車隊編號  | 車牌   |
| --------- | ------ |
| 3ATENU108 | UF5597 |
| ATENU999  | UB8122 |
| ATENU1232 | UU3314 |
| ATENU1235 | UU4207 |
| ATENU1237 | UU3857 |
| ATENU1363 | VJ7913 |
| ATENU1390 | VK3617 |
| ATENU1425 | VL4763 |
| ATENU1427 | VL5753 |
| ATENU1435 | VL6948 |
| ATENU1438 | VL7098 |
| ATENU1469 | VM5491 |
| ATENU1480 | VM7262 |
| ATENU1549 | VR4191 |
| ATENU1550 | VR6208 |
| ATENU1567 | VR7897 |
| ATENU1594 | VS4191 |
| 3ATENU20  | TV4339 |
| 3ATENU21  | TV4348 |
| 3ATENU83  | UE5298 |
| 3ATENU91  | UE9290 |
| 3ATENU102 | UF4283 |
| 3ATENU192 | VR4663 |
| 3ATENU212 | VS3552 |
| 3ATENU213 | VS3648 |
| 3ATENU222 | VT1825 |
| ATENU1236 | UU4341 |
| 3ATENU73  | UE5650 |
| 3ATENU85  | UE6056 |
| 3ATENU198 | VR6572 |
| E6M144    | YT5696 |
| ATENU665  | TP3362 |
| 3ATENU80  | UE4959 |
| 3ATENU82  | UE5224 |
| 3ATENU152 | UE9558 |
| 3ATENU67  | UE3496 |
| 3ATENU78  | UE5074 |
| 3ATENU84  | UE5450 |

## 行車路線
290
坑口（北）開經：寶寧路、坑口道迴旋處、寶寧路、常寧路、重華路、培成路、常寧路、寶寧路、寶琳北路、佳景路、欣景路、寶豐路、寶康路、寶琳北路、寶琳路、秀茂坪道、順利邨道、新清水灣道、清水灣道、龍翔道、呈祥道、葵涌道、青山公路（葵涌及荃灣段）及大河道。
荃灣西站開經：大河道、青山公路（荃灣及葵涌段）、昌榮路迴旋處、葵涌道、呈祥道、龍翔道、清水灣道、新清水灣道、順清街、順利邨道、秀茂坪道、寶琳路、寶琳北路、寶康路、寶豐路、欣景路、佳景路、寶琳北路、寶寧路、常寧路、重華路、培成路、常寧路及寶寧路。
290A
將軍澳（彩明）開經：彩明街、景嶺路、唐明街、唐俊街、寶邑路、昭信路、銀澳路、培成路、常寧路、寶寧路、寶琳北路、佳景路、欣景路、寶豐路、寶康路、寶琳北路、寶琳路、秀茂坪道、曉光街、秀明道、秀茂坪道、順安道、順天巴士總站、利安道、新清水灣道、清水灣道、龍翔道、呈祥道、葵涌道、昌榮路迴旋處、青山公路（葵涌段及荃灣段）及大河道。
特別班次不經斜體字路段
荃灣西站開經：大河道、青山公路（荃灣及葵涌段）、昌榮路迴旋處、葵涌道、呈祥道、龍翔道、清水灣道、新清水灣道、順清街、順利邨道、順景街、利安道、順安道、秀茂坪道、秀明道、曉光街、秀茂坪道、寶琳路、寶琳北路、寶康路、寶豐路、欣景路、佳景路、寶琳北路、寶寧路、常寧路、重華路、培成路、銀澳路、昭信路、寶邑路、唐俊街、唐明街、景嶺路及彩明街。

### 沿線車站
290
| 坑口（北）（將軍澳醫院）開 | 坑口（北）（將軍澳醫院）開        | 坑口（北）（將軍澳醫院）開 | 荃灣西站開 | 荃灣西站開                   | 荃灣西站開             |
| 序號                       | 車站名稱                          | 位置                       | 序號       | 車站名稱                     | 位置                   |
| -------------------------- | --------------------------------- | -------------------------- | ---------- | ---------------------------- | ---------------------- |
| 1                          | 坑口（北）（將軍澳醫院） 巴士總站 | 坑口（北）公共運輸交匯處   | 1          | 荃灣西站巴士總站             | 荃灣西站公共運輸交匯處 |
| 2                          | 重華路                            | 重華路                     | 2          | 大河道                       | 大河道                 |
| 3                          | 培成路                            | 培成路                     | 3          | 眾安街                       | 青山公路－荃灣段       |
| 4                          | 厚德邨                            | 寶寧路                     | 4          | 大窩口轉車站－大窩口站（A1） | 青山公路－葵涌段       |
| 5                          | 景林邨                            | 寶琳北路                   | 5          | 昌榮路迴旋處                 | 青山公路－葵涌段       |
| 6                          | 欣景路                            | 欣景路                     | 6          | 葵俊苑                       | 葵涌道                 |
| 7                          | 梁潔華小學                        | 寶豐路                     | 7          | 新葵興花園                   | 葵涌道                 |
| 8                          | 怡心園                            | 寶康路                     | 8          | 葵芳邨                       | 葵涌道                 |
| 9                          | 翠林邨                            | 寶琳北路                   | 9          | 葵涌道荔景邨                 | 葵涌道                 |
| 10                         | 康盛花園                          | 寶琳北路                   | 10         | 畢架山花園                   | 龍翔道                 |
| 11                         | 馬游塘村                          | 寶琳路                     | 11         | 豐力樓                       | 龍翔道                 |
| 12                         | 寶達邨轉車站（H2）                | 寶琳路                     | 12         | 黃大仙轉車站－黃大仙廟（B5） | 龍翔道                 |
| 13                         | 彩雲邨白虹樓                      | 新清水灣道                 | 13         | 牛池灣村                     | 龍翔道                 |
| 14                         | 牛池灣轉車站－彩虹站（K7）        | 坪石公共運輸交匯處         | 14         | 彩雲邨白虹樓                 | 新清水灣道             |
| 15                         | 牛池灣轉車站－彩虹邨紅萼樓（H2）  | 龍翔道                     | 15         | 寶達邨轉車站（N2）           | 寶琳路                 |
| 16                         | 黃大仙轉車站－黃大仙廟（D1）      | 龍翔道                     | 16         | 安達臣道                     | 寶琳路                 |
| 17                         | 豐力樓                            | 龍翔道                     | 17         | 馬游塘村                     | 寶琳路                 |
| 18                         | 畢架山花園                        | 龍翔道                     | 18         | 茅湖仔                       | 寶琳路                 |
| 19                         | 葵涌道荔景邨                      | 葵涌道                     | 19         | 康盛花園                     | 寶琳北路               |
| 20                         | 葵芳廣場                          | 葵涌道                     | 20         | 翠林邨                       | 寶琳北路               |
| 21                         | 光輝圍                            | 葵涌道                     | 21         | 富麗花園                     | 寶康路                 |
| 22                         | 健全街                            | 青山公路—葵涌段            | 22         | 寶林邨寶儉樓                 | 寶豐路                 |
| 23                         | 大窩口轉車站－大窩口站（B2）      | 青山公路—葵涌段            | 23         | 欣景路                       | 欣景路                 |
| 24                         | 眾安街                            | 青山公路—荃灣段            | 24         | 景林邨                       | 寶琳北路               |
| 25                         | 大河道                            | 大河道                     | 25         | 厚德邨                       | 寶寧路                 |
| 26                         | 荃灣西站巴士總站                  | 荃灣西站公共運輸交匯處     | 26         | 重華路                       | 重華路                 |
|                            |                                   |                            | 27         | 培成路                       | 培成路                 |
| 28                         | 富寧花園                          | 寶寧路                     |            |                              |                        |
| 29                         | 坑口（北）（將軍澳醫院） 巴士總站 | 坑口（北）公共運輸交匯處   |            |                              |                        |

290A
| 將軍澳（彩明）開 | 將軍澳（彩明）開                 | 將軍澳（彩明）開       | 荃灣西站開 | 荃灣西站開                   | 荃灣西站開             |
| 序號             | 車站名稱                         | 位置                   | 序號       | 車站名稱                     | 位置                   |
| ---------------- | -------------------------------- | ---------------------- | ---------- | ---------------------------- | ---------------------- |
| 1*               | 彩明巴士總站                     | 彩明公共運輸交匯處     | 1          | 荃灣西站巴士總站             | 荃灣西站公共運輸交匯處 |
| 2*               | 唐明街公園                       | 唐明街                 | 2          | 大河道                       | 大河道                 |
| 3*               | 將軍澳廣場                       | 寶邑路                 | 3          | 眾安街                       | 青山公路－荃灣段       |
| 4*               | 銀澳路                           | 銀澳路                 | 4          | 大窩口轉車站－大窩口站（A1） | 青山公路－葵涌段       |
| 5*               | 培成路                           | 培成路                 | 5          | 昌榮路迴旋處                 | 青山公路－葵涌段       |
| 6*               | 厚德邨                           | 寶寧路                 | 6          | 葵俊苑                       | 葵涌道                 |
| 7*               | 景林邨                           | 寶琳北路               | 7          | 新葵興花園                   | 葵涌道                 |
| 8*               | 欣景路                           | 欣景路                 | 8          | 葵芳邨                       | 葵涌道                 |
| 9*               | 梁潔華小學                       | 寶豐路                 | 9          | 葵涌道荔景邨                 | 葵涌道                 |
| 10*              | 怡心園                           | 寶康路                 | 10         | 畢架山花園                   | 龍翔道                 |
| 11*              | 翠林邨                           | 寶琳北路               | 11         | 豐力樓                       | 龍翔道                 |
| 12*              | 康盛花園                         | 寶琳北路               | 12*        | 龍翔官立中學                 | 龍翔道                 |
| 13*              | 馬游塘村                         | 寶琳路                 | 13         | 黃大仙轉車站－黃大仙廟（B5） | 龍翔道                 |
| 14*              | 寶達邨轉車站（H2）               | 寶琳路                 | 14         | 牛池灣轉車站－牛池灣村（G2） | 龍翔道                 |
| 15*              | 上秀茂坪                         | 曉光街                 | 15         | 彩雲邨白虹樓                 | 新清水灣道             |
| #                | 上秀茂坪巴士總站                 | 上秀茂坪巴士總站       | 16         | 基順學校                     | 新清水灣道             |
| 16               | 秀茂坪邨秀明樓                   | 秀明道                 | 17         | 順利邨利康樓                 | 順利邨道               |
| 17               | 秀茂坪邨秀富樓                   | 秀明道                 | 18         | 順安邨安逸樓                 | 利安道                 |
| 18               | 秀茂坪商場                       | 秀明道                 | 19         | 順天邨天韻樓                 | 順安道                 |
| 19               | 秀茂坪邨秀樂樓                   | 秀明道                 | 20         | 秀茂坪邨秀樂樓               | 秀明道                 |
| 20               | 順天邨                           | 順天巴士總站           | 21         | 秀茂坪邨秀逸樓               | 秀明道                 |
| 21               | 順安邨                           | 利安道                 | 22         | 秀茂坪邨秀安樓               | 秀明道                 |
| 22               | 順利邨利業樓                     | 利安道                 | 23         | 上秀茂坪                     | 曉光街                 |
| 23               | 順利邨利恒樓                       | 利安道                 | 24         | 寶達邨轉車站（N2）           | 寶琳路                 |
| 24               | 順利消防局                       | 利安道                 | 25         | 安達臣道                     | 寶琳路                 |
| 25               | 彩雲邨白虹樓                     | 新清水灣道             | 26         | 馬游塘村                     | 寶琳路                 |
| 26               | 牛池灣轉車站－彩虹站（K7）       | 坪石公共運輸交匯處     | 27         | 茅湖仔                       | 寶琳路                 |
| 27               | 牛池灣轉車站－彩虹邨紅萼樓（H2） | 龍翔道                 | 28         | 康盛花園                     | 寶琳北路               |
| 28               | 黃大仙轉車站－黃大仙廟（D1）     | 龍翔道                 | 29         | 翠林邨                       | 寶琳北路               |
| 29               | 永光書院                         | 龍翔道                 | 30         | 富麗花園                     | 寶康路                 |
| 30               | 豐力樓                           | 龍翔道                 | 31         | 寶林邨寶儉樓                 | 寶豐路                 |
| 31               | 畢架山花園                       | 龍翔道                 | 32         | 欣景路                       | 欣景路                 |
| 32               | 葵涌道荔景邨                     | 葵涌道                 | 33         | 景林邨                       | 寶琳北路               |
| 33               | 葵芳廣場                         | 葵涌道                 | 34         | 厚德邨                       | 寶寧路                 |
| 34               | 光輝圍                           | 葵涌道                 | 35         | 重華路                       | 重華路                 |
| 35               | 健全街                           | 青山公路—葵涌段        | 36         | 煜明苑                       | 銀澳路                 |
| 36               | 大窩口轉車站－大窩口站（B2）     | 青山公路—葵涌段        | 37         | 寶盈花園                     | 寶邑路                 |
| 37               | 眾安街                           | 青山公路—荃灣段        | 38         | 將軍澳站                     | 唐俊街                 |
| 38               | 大河道                           | 大河道                 | 39         | 唐明街公園                   | 唐明街                 |
| 39               | 荃灣西站巴士總站                 | 荃灣西站公共運輸交匯處 | 40         | 彩明苑彩富閣                 | 景嶺路                 |
|                  |                                  |                        | 41         | 彩明巴士總站                 | 彩明公共運輸交匯處     |

- 特別班次不停靠有*號之車站，由有#號之巴士站為起點站。

## 客量及未來發展
此路線定線較乘搭港鐵直接及便宜；加上除了將軍澳乘客以外，亦因在葵涌至彩虹之間只作有限度停站，比服務範圍相近的38、40及42C線更為快捷，吸引不少往返荃葵至黃大仙及彩虹的乘客選乘，因此甫開辦便備受歡迎，在繁忙時間、星期六及假日更經常頂閘，九巴會在需要時額外增加班次疏導乘客。
對於往返大窩口至黃大仙及彩虹的乘客而言，繞經葵涌道的走線相較取道青山上路的42C顯得費時，故該帶客量一般。此外，縮短至坑口前的290及290A幾乎途經整個將軍澳，290A由調景嶺僅到達牛池灣便需時至少45分鐘，因此290A主要是秀茂坪和四順往返荃灣的乘客。九巴之後開辦不經寶林和坑口的290X，以方便調景嶺和將軍澳南的乘客。
《2020~2021年度巴士路線發展》建議290B於2020年第3季加設早上06:50班次前往將軍澳工業邨及繞經消防及救護學院，方便工業邨人士上班。並於2021年3月15日落實。
此外，《2024~2025年度巴士路線發展》建議290B及290E線合併，並在290E線加經調景嶺及將軍澳南。同時加強290X的服務。

## 爭議
黃大仙區議會曾經建議290（A）線在鑽石山或新蒲崗設中途站，但運輸署認為此舉將會增加整體行車時間、降低班次穩定性及影響現有乘客，而沒有考慮建議。

## 相關事件
- 2015年4月27日：早上11時許，一輛市區的士沿青葵公路往香港國際機場方向行駛，駛至貨櫃碼頭附近時涉嫌超速被雷射槍查獲，警員見狀隨即上前截查，惟的士司機踩油狂奔意圖逃去，至葵涌道葵涌警署對開遇上塞車，的士司機嘗試於車中穿插無果，竟撞向前面車輛企圖逃走，導致九車相撞，被撞車輛包括一輛正行駛此路線往荃灣西站方向的Enviro500 MMC（ATENU471／TH4819），以及私家車、工程車等。的士司機最終被趕至之警員制服拘捕[34]。
- 2018年2月12日：一輛往彩明方向的車牌TP字頭的九巴290號巴士，在寶琳路近馬游塘路被警方發現懷疑超速，遂將該巴士截停，並向兼職男司機抄牌，該司機事後已被停職。[35]
- 2020年7月16日：中午時分，一輛往荃灣西站方向的Enviro500 MMC（ATENU1548／VR3909）駛至怡心園附近時，一名長者乘客沒有佩戴口罩。因應當時第599I章（《預防及控制疾病(佩戴口罩)(公共交通)規例》）正在生效，所有乘客在公共交通工具上必須戴上口罩。車長見況立即登上上層了解。該位乘客與車長爭論一段時間後，最後服從車長指示下車。事後不少市民對車長的行為表示讚揚。[來源請求]
- 2023年3月20日：早上9時許，一輛往荃灣西站的Enviro500 MMC（ATENU702 / TR3797）駛至呈祥道近清麗苑時，直撞路中分隔欄後，巴士左車身上壆，事件中多人受傷。

## 外部連結
- （页面存档备份，存于）
- （页面存档备份，存于）
- 九巴官方路線資料：290 （页面存档备份，存于）
- 九巴官方路線資料：290A （页面存档备份，存于）
- 九巴官方網站290(A)線開線宣傳單張
- 香港巴士大典上的相关条目：九巴290線
- 香港巴士大典上的相关条目：九巴290A線